# Aéroport d'Eua
Pour les articles homonymes, voir EUA.
L'aéroport régional de ʻEua (code IATA : EUA • code OACI : NFTE) est un aérodrome domestique desservant la ville de 'Eua.

## Situation
| Vavaʻu Fuaʻamotu Niuatoputapu ʻEua Lifuka Niuafoʻou |

## Compagnies et destinations
| Compagnies | Destinations |
| ---------- | ------------ |
| Real Tonga | Nuku'alofa   |

Édité le 07/04/2018